# Fuck Me I'm Famous
Fuck Me I'm Famous são séries de álbuns de compilação do gênero eletronic dance music do DJ francês David Guetta. O álbum também contava com a parceria de sua ex-esposa Cathy Guetta. Distribuído pela Universal Music Group com licença exclusiva a Ministry of Sound da Austrália, o primeiro álbum da série foi lançado em 2003. Os álbuns eram tradicionalmente liberados durante os meses de verão de seus respectivos anos. O disco foi lançado pela última vez em 2013. Com o divórcio, em 2014, o álbum parou de ser lançado.

## Fuck Me I'm Famous (2003)
O primeiro volume da série foi lançado em 1° de julho de 2003 pela Virgin Records. O segundo disco da edição, incluindo uma compilação em DVD, mais tarde foi emitida pela Ultra Records. "Just for One Day (Heroes)" foi lançado como single do álbum em 16 de junho de 2003.

### Faixas
| Edição padrão |                             |                                 |         |  |
| N.º           | Título                      | Música                          | Duração |  |
| 1.            | "Just for One Day (Heroes)" | David Guetta vs. Bowie          |         |  |
| 2.            | "Shout"                     | E-Funk feat. Donica Thornton    |         |  |
| 3.            | "Shake It"                  | Lee Cabrera                     |         |  |
| 4.            | "Fuckin' Track"             | Da Fresh                        |         |  |
| 5.            | "Satisfaction"              | Benny Benassi                   |         |  |
| 6.            | "Distortion"                | David Guetta feat. Chris Willis |         |  |
| 7.            | "Dancing in the Dark"       | 4 Tune 500                      |         |  |
| 8.            | "Heart Beat"                | Africanism by Martin Solveig    |         |  |
| 9.            | "Sunshine"                  | Tomaz vs. Filterheadz           |         |  |
| 10.           | "Sometimes"                 | Deux                            |         |  |
| 11.           | "If You Give Me Love"       | Crydajam                        |         |  |
| 12.           | "Ghetto Blaster"            | Twin Pitch                      |         |  |
| 13.           | "Stock Exchange"            | Miss Kittin & The Hacker        |         |  |
| 14.           | "Who Needs Sleep Tonight"   | Bob Sinclar                     |         |  |
| 15.           | "Bye Bye Superman"          | Geyster                         |         |  |
| 16.           | "Bucci Bag"                 | erea Doria                      |         |  |

| Bônus do DVD de luxo |                            |                     |         |  |
| N.º                  | Título                     | Música              | Duração |  |
| 1.                   | "F.M.I.F Compilation 2003" | Vídeo de compilação |         |  |

## Fuck Me I'm Famous Vol. 2 (2005)
O segundo volume da série foi lançado em 18 de julho de 2005 pela Virgin Records. A versão estendida foi lançada em 29 de agosto de 2005, contendo dois discos e altereo as faixas.

### Faixas
| Edição padrão |                             |                                  |         |  |
| N.º           | Título                      | Música                           | Duração |  |
| 1.            | "Zookey - Lift Your Leg Up" | Yves Larock feat. Role Richards  |         |  |
| 2.            | "Freek U"                   | Bon Garçon                       |         |  |
| 3.            | "Most Precious Love"        | Blaze feat. Barbara Tucker       |         |  |
| 4.            | "Everybody"                 | Martin Solveig                   |         |  |
| 5.            | "Pump Up the Jam"           | D.O.N.S. feat. Technotronic      |         |  |
| 6.            | "Geht's Noch"               | Roman Flugel                     |         |  |
| 7.            | "Not So Dirty"              | Who's Who                        |         |  |
| 8.            | "The World Is Mine"         | David Guetta feat. JD Davis      |         |  |
| 9.            | "Shot You Down"             | Audio Bullys feat. Nancy Sinatra |         |  |
| 10.           | "I Like the Way (You Move)" | BodyRockers                      |         |  |
| 11.           | "Say Hello"                 | Deep Dish                        |         |  |
| 12.           | "In Love With Myself"       | David Guetta feat. JD Davis      |         |  |
| 13.           | "Miss Me Blind"             | Culture Club                     |         |  |
| 14.           | "Rock the Choice"           | Joachim Garraud                  |         |  |
| 15.           | "Manga"                     | H Man                            |         |  |
| 16.           | "Louder Than the Bomb"      | Tiga                             |         |  |
| 17.           | "The Drill"                 | The Drill                        |         |  |
| 18.           | "Infatuation"               | Jan Francisco and Joseph Armani  |         |  |

Versão internacional
| Disco 1 |                                                           |                                    |         |  |
| N.º     | Título                                                    | Música                             | Duração |  |
| 1.      | "Most Precious Love"                                      | Blaze & UDA, Barbara Tucker        |         |  |
| 2.      | "Gabryelle"                                               | DJ Spen & DJ Technic               |         |  |
| 3.      | "Yeah"                                                    | Steve Angello & Sebastian Ingrosso |         |  |
| 4.      | "Pump Up The Jam"                                         | DONS & Technotronic                |         |  |
| 5.      | "Geht's Noch"                                             | Roman Flugel                       |         |  |
| 6.      | "Not So Dirty"                                            | Who's Who                          |         |  |
| 7.      | "The World Is Mine" (FMIF Remix)                          | David Guetta & JD Davis            |         |  |
| 8.      | "Miss Me Blind" (David Guetta & Joachim Garraud FMIF Mix) | Culture Club                       |         |  |
| 9.      | "Rock The Choice" (Sebastian Ingrosso Remix)              | Joachim Garraud                    |         |  |
| 10.     | "Manga"                                                   | H-Man                              |         |  |
| 11.     | "Avalon" (FMIF Remix)                                     | Juliet                             |         |  |
| 12.     | "Drill"                                                   | Drill                              |         |  |
| 13.     | "In Love With Myself" (Robbie Rivera Remix)               | David Guetta                       |         |  |
| 14.     | "Waiting In The Darkness" (Harry Romero Remix)            | Erick Morillo & Leslie Carter      |         |  |

| Disco 2 |                                              |                                      |         |  |
| N.º     | Título                                       | Música                               | Duração |  |
| 1.      | "Louder Than A Bomb"                         | Tiga                                 |         |  |
| 2.      | "We Interrupt This Program"                  | Coburn                               |         |  |
| 3.      | "First Day" (Buick Project Dub)              | Timo Maas                            |         |  |
| 4.      | "Wait e See"                                 | Tiefschwarz & Chikinki               |         |  |
| 5.      | "Sword Fight"                                | Lower East Side                      |         |  |
| 6.      | "It's Magic" (Lottie & Serge Santiago's Mix) | Fat Phaze                            |         |  |
| 7.      | "Bright Lights Fading"                       | Slam & Billie Ray Martin             |         |  |
| 8.      | "Sweat On The Walls"                         | John Tejada                          |         |  |
| 9.      | "Safari"                                     | ere Kraml & Schad Privat             |         |  |
| 10.     | "Du What U Du" (Trente Moller Remix)         | Yoshimoto                            |         |  |
| 11.     | "You Made A Promise" (FMIF Mix)              | Shiny Grey                           |         |  |
| 12.     | "Believe"                                    | Chemical Brothers                    |         |  |
| 13.     | "Infatuation"                                | Jan Francisco & Joseph Armani        |         |  |
| 14.     | "Fast Track"                                 | De Crecy, Etienne & Super Discount 2 |         |  |
| 15.     | "Closer to Me"                               | Chab & JD Davis                      |         |  |

## Fuck Me I'm Famous - Ibiza Mix 2006 (2006)
O terceiro volume da série foi lançado em 26 de junho de 2006 pela Virgin Records. A versão internacional contém, uma versão estendida do álbum e foi disponibilizada em 10 de junho de 2006 pela Ministry of Sound. Um DVD de acompanhamento foi lançado junho ao álbum, no entanto, algumas edições levam o DVD como um disco bônus. "Love Don't Let Me Go (Walking Away)" foi lançado como single do álbum em 14 de agosto de 2006 após um aparecimento em um comercial da Renault no Reino Unido.

### Faixas
| Edição padrão |                                        |                                      |         |  |
| N.º           | Título                                 | Música                               | Duração |  |
| 1.            | "Walking Away" (Tocadisco Radio Edit)  | The Egg                              |         |  |
| 2.            | "Love Don't Let Me Go"                 | David Guetta                         |         |  |
| 3.            | "No More Conversation"                 | Freeform Five                        |         |  |
| 4.            | "Same Man" (Extended Vocal Mix)        | Till West and DJ Delicious           |         |  |
| 5.            | "Something Better"                     | Martin Solveig                       |         |  |
| 6.            | "Love Sensation"                       | Eddie Thoenick and Kurd Maverick     |         |  |
| 7.            | "World, Hold On - Children of the Sky" | Bob Sinclar                          |         |  |
| 8.            | "In My Arms" (Tocadisco Remix)         | Mylo                                 |         |  |
| 9.            | "Get It On (Summer Love)"              | Joe Vannelli feat. Rochelle Flemming |         |  |
| 10.           | "5 in the Morning"                     | Richard F.                           |         |  |
| 11.           | "The Rub (Never Rock)"                 | Kurd Maverick                        |         |  |
| 12.           | "Dance I Said"                         | Erick Morillo and Diddy              |         |  |
| 13.           | "Toop Toop"                            | Cassius                              |         |  |
| 14.           | "Fuck Swedish"                         | Logic                                |         |  |
| 15.           | "Teasing Mr. Charlie"                  | Steve Angello                        |         |  |
| 16.           | "Time"                                 | David Guetta                         |         |  |

Versão internacional
| Disco 1 |                                                     |                               |         |  |
| N.º     | Título                                              | Música                        | Duração |  |
| 1.      | "Love Don't Let Me Go (Walking Away)"               | David Guetta                  |         |  |
| 2.      | "Same Man"                                          | Till West and DJ Delicious    |         |  |
| 3.      | "Ascention"                                         | Denis Naidanow                |         |  |
| 4.      | "Tell Me Why"                                       | Supermode                     |         |  |
| 5.      | "It's Too Late"                                     | Evermore vs Dirty South       |         |  |
| 6.      | "World, Hold On - Children of the Sky"              | Bob Sinclar                   |         |  |
| 7.      | "You're No Good for Me"                             | Tocadisco                     |         |  |
| 8.      | "Love Sensation '06"" (HI_TACK Burnin' Up Club Mix) | Loleatta Holloway             |         |  |
| 9.      | "Banquet" (Phones Disco Edit)                       | Bloc Party                    |         |  |
| 10.     | "5 in the Morning"                                  | Richard F.                    |         |  |
| 11.     | "Otherwize Then"                                    | Steve Angello & Laidback Luke |         |  |
| 12.     | "Teasing Mr. Charlie"                               | Steve Angello                 |         |  |
| 13.     | "World Cup"                                         | Kiko                          |         |  |

| Disco 2 |                                             |                                      |         |  |
| N.º     | Título                                      | Música                               | Duração |  |
| 1.      | "Get It On (Summer Love)"                   | Joe Vannelli feat. Rochelle Flemming |         |  |
| 2.      | "Save My Soul"                              | Logic                                |         |  |
| 3.      | "He Is"                                     | Copyright feat. Song Williamson      |         |  |
| 4.      | "Always and Forever"                        | Chocolate Puma                       |         |  |
| 5.      | "Luna"                                      | Andy Cato                            |         |  |
| 6.      | "Transatlantic Flight" (Axwell Remix)       | Lorraine                             |         |  |
| 7.      | "Last Dub on Earth" (Arnaud Rebotini Remix) | Black Strobe                         |         |  |
| 8.      | "Dance I Said"                              | Erick Morillo and Diddy              |         |  |
| 9.      | "Click"                                     | Steve Angello & Sebastian Ingrosso   |         |  |
| 10.     | "Da Hool"                                   | Da Hool                              |         |  |
| 11.     | "Bleeep!"                                   | Martijn Ten Velden & Lucien Foort    |         |  |
| 12.     | "Fucking Swedish"                           | Logic                                |         |  |

| Bônus do DVD de luxo |                                             |         |  |
| N.º                  | Título                                      | Duração |  |
| 1.                   | "Fuck Me I'm Famous" (Documentário)         |         |  |
| 2.                   | "Just A Little More Love" (Vídeo musical)   |         |  |
| 3.                   | "Love Don't Let Me Go" (Vídeo musical)      |         |  |
| 4.                   | "Just For One Day (Heroes)" (Vídeo musical) |         |  |
| 5.                   | "Money" (Vídeo musical)                     |         |  |
| 6.                   | "The World Is Mine" (Vídeo musical)         |         |  |
| 7.                   | "Time" (Vídeo musical)                      |         |  |

## Fuck Me I'm Famous - Ibiza Mix 2008(2008)
O quarto volume da série foi lançado em 16 de junho de 2008, pela Virgin Records, antes de uma versão internacional ampliada foi lançado em 28 de julho de 2008, pela Ministry of Sound.

### Faixas
| Edição padrão |                         |                                              |         |  |
| N.º           | Título                  | Música                                       | Duração |  |
| 1.            | "Keep On Rising"        | Ian Carey feat. Michelle Shellers            |         |  |
| 2.            | "No Stress"             | Laurent Wolf feat. Eric Carter               |         |  |
| 3.            | "Tomorrow Can Wait"     | David Guetta & Chris Willis vs. El Tocadisco |         |  |
| 4.            | "Sucker"                | Dim Chris                                    |         |  |
| 5.            | "Toys Are Nuts"         | Gregor Salto and Chuckie                     |         |  |
| 6.            | "Move Move"             | Robbie Rivera                                |         |  |
| 7.            | "Outro Lugar"           | Prok and Fitch                               |         |  |
| 8.            | "Delirious"             | David Guetta feat. Tara McDonald             |         |  |
| 9.            | "Apocalypse"            | Arno Cost and Norman Doray                   |         |  |
| 10.           | "Toca's Miracle"        | Fragma                                       |         |  |
| 11.           | "So Strong"             | Meck feat. Dino                              |         |  |
| 12.           | "Pjanoo"                | Eric Prydz                                   |         |  |
| 13.           | "Runaway"               | Tom Novy feat. Abigail Bailey                |         |  |
| 14.           | "Man with the Red Face" | Mark Knight and Funkagenda                   |         |  |
| 15.           | "Pears"                 | Federico Franchi                             |         |  |
| 16.           | "The Rock"              | Joachim Garraud                              |         |  |
| 17.           | "Jack is Back"          | David Guetta                                 |         |  |

Versão internacional
| Disco 2 |                        |                                              |         |  |
| N.º     | Título                 | Música                                       | Duração |  |
| 1.      | "Tomorrow Can Wait"    | David Guetta & Chris Willis vs. El Tocadisco |         |  |
| 2.      | "Sucker"               | Dim Chris                                    |         |  |
| 3.      | "Toys Are Nuts"        | Gregor Salto and Chuckie                     |         |  |
| 4.      | "Move Move"            | Robbie Rivera                                |         |  |
| 5.      | "Outro Lugar"          | Prok and Fitch                               |         |  |
| 6.      | "Delirious"            | David Guetta feat. Tara McDonald             |         |  |
| 7.      | "The One"              | Sharam feat. Daniel Bedingfield              |         |  |
| 8.      | "3 Minutes to Explain" | Fedde Le Gre e Funkerman                     |         |  |
| 9.      | "Klack"                | Who's Who                                    |         |  |
| 10.     | "What the F***"        | Funkagenda                                   |         |  |
| 11.     | "Bleep"                | Sey Vee                                      |         |  |
| 12.     | "Radio"                | Felix Da Housecat                            |         |  |
| 13.     | "Jack is Back"         | David Guetta                                 |         |  |
| 14.     | "Pears"                | Federico Franchi                             |         |  |
| 15.     | "The Rock"             | Joachim Garraud                              |         |  |
| 16.     | "Rock 'N' Rave"        | Benny Benassi                                |         |  |

| Disco 2 |                                     |                                       |         |  |
| N.º     | Título                              | Música                                | Duração |  |
| 1.      | "Pjanoo"                            | Eric Prydz                            |         |  |
| 2.      | "Runaway"                           | Tom Novy feat. Abigail Bailey         |         |  |
| 3.      | "Toca's Miracle" (Inpetto 2008 Mix) | Fragma                                |         |  |
| 4.      | "Miracle" (Mischa Daniels Remix)    | The Frenchmakers feat. Andrea Britton |         |  |
| 5.      | "Golden Walls"                      | Dahlbäck e Cost                       |         |  |
| 6.      | "TQ"                                | Arias                                 |         |  |
| 7.      | "So Strong"                         | Meck feat. Dino                       |         |  |
| 8.      | "Caribe"                            | Tristan Garner Presents Caribe        |         |  |
| 9.      | "You"                               | Steve Harris and Paul Harris          |         |  |
| 10.     | "Humanoidz"                         | Tom De Neef and Laidback Luke         |         |  |
| 11.     | "Ring Road"                         | Underworld                            |         |  |
| 12.     | "Beautiful Lie"                     | Keemo e Tim Royko feat. Cosmo Klein   |         |  |
| 13.     | "Man with the Red Face"             | Mark Knight and Funkagenda            |         |  |

## Fuck Me I'm Famous - Ibiza Mix 2009(2009)
O Ibiza Mix 2009 foi lançado em 21 de agosto de 2009 pela Positiva Records, "GRRRR" foi lançado como single do álbum em 19 de outubro de 2009. Na França, o álbum foi lançado em 12 de junho de 2009 contendo uma faixa bônus e um DVD mix.

### Faixas
| Edição padrão |                                               |                                                                            |         |  |
| N.º           | Título                                        | Música                                                                     | Duração |  |
| 1.            | "When Love Takes Over" (Electro Extended Mix) | David Guetta feat. Kelly Rowle                                             |         |  |
| 2.            | "Believe" (2009 Remix)                        | Ministers de la Funk vs. Antoine Clamaran & Sey Vee feat. Jocelyn Brown    |         |  |
| 3.            | "Boom Boom Pow" (Electro-Hop Remix)           | The Black Eyed Peas                                                        |         |  |
| 4.            | "Leave the World Behind"                      | Axwell, Sebastian Ingrosso, Steve Angello, Laidback Luke feat. Deborah Cox |         |  |
| 5.            | "Riverside"                                   | Sidney Samson                                                              |         |  |
| 6.            | "Day 'n' Nite" (Bingo Players Remix)          | Kid Cudi vs. Crookers                                                      |         |  |
| 7.            | "Thief"                                       | Afrojack                                                                   |         |  |
| 8.            | "Let The Bass Kick"                           | Chuckie                                                                    |         |  |
| 9.            | "My God"                                      | Laidback Luke                                                              |         |  |
| 10.           | "Rockerfeller Skank"                          | Fatboy Slim vs. Koen Groeneveld                                            |         |  |
| 11.           | "Amplifier" (Club Mix)                        | F.L.G                                                                      |         |  |
| 12.           | "GRRRR"                                       | David Guetta                                                               |         |  |
| 13.           | "Cyan"                                        | Arno Cost                                                                  |         |  |
| 14.           | "The Answer" (Dabruck & Klein Extended Remix) | Joachim Garraud                                                            |         |  |
| 15.           | "Times Like These" (Club Mix)                 | Albin Myers                                                                |         |  |

| Faixa bônus da edição de luxo |                 |        |         |  |
| N.º                           | Título          | Música | Duração |  |
| 12.                           | "Where Is Love" | F.L.G. |         |  |

| Bônus do DVD de luxo |                                  |         |  |
| N.º                  | Título                           | Duração |  |
| 1.                   | "F.M.I.F Summer of Love" (Vídeo) |         |  |

## Fuck Me I'm Famous - Ibiza Mix 2010(2010)
O Ibiza Mix 2010 foi lançado em 26 de julho de 2010 pela Positiva Records.

### Faixas
| Edição padrão |                                                 |                                                  |         |  |
| N.º           | Título                                          | Música                                           | Duração |  |
| 1.            | "Gettin' Over You" (Extended Mix)               | David Guetta & Chris Willis feat. Fergie & LMFAO |         |  |
| 2.            | "On the Dancefloor" (Extended Mix)              | David Guetta feat. will.i.am & apl.de.ap         |         |  |
| 3.            | "Rock That Body"                                | Black Eyed Peas                                  |         |  |
| 4.            | "Flashback" (David Guetta Remix)                | Calvin Harris                                    |         |  |
| 5.            | "Louder Than Words" (Extended Short)            | David Guetta & Afrojack feat. Niles Mason        |         |  |
| 6.            | "I'm in the House" (Sharam Lovefest Remix)      | Steve Aoki feat. Zuper Blahq                     |         |  |
| 7.            | "Rave'n'Roll"                                   | Steve Angello                                    |         |  |
| 8.            | "I'll Be There"                                 | Afrojack & Gregor Salto                          |         |  |
| 9.            | "Walk With Me" (Axwell vs. Daddy's Groove Remi) | Prok & Fitch                                     |         |  |
| 10.           | "The World Is Yours"                            | Sidney Samson                                    |         |  |
| 11.           | "Who's In The House" (Chuckie Remix)            | Chris Kaeser                                     |         |  |
| 12.           | "Put Your Hes Up"                               | Koen Groeneveld & Mark Knight                    |         |  |
| 13.           | "Hey Hey" (Riva Starr Paradise Garage Remix)    | Dennis Ferrer                                    |         |  |
| 14.           | "Glow"                                          | Cirez D                                          |         |  |
| 15.           | "Strobe"                                        | Deadmau5                                         |         |  |

## Fuck Me I'm Famous - Ibiza Mix 2011(2011)
O Ibiza Mix 2011 foi lançado em 18 de julho de 2011 pela Positiva Records.

### Faixas
| Edição padrão |                                                       |                                           |         |  |
| N.º           | Título                                                | Música                                    | Duração |  |
| 1.            | "Where Them Girls At" (Nicky Romero Remix)            | David Guetta feat. Flo Rida & Nicki Minaj |         |  |
| 2.            | "Sweat" (David Guetta & Afrojack Dub Mix)             | Snoop Dogg                                |         |  |
| 3.            | "Rapture" (Avicii New Generation Extended FMIF Remix) | Nadia Ali                                 |         |  |
| 4.            | "Beautiful People" (Felix Cartal Club Mix)            | Chris Brown feat. Benny Benassi           |         |  |
| 5.            | "Turn Up the Volume"                                  | AutoErotique                              |         |  |
| 6.            | "Peemonium"                                           | David Guetta & Afrojack feat. Carmen      |         |  |
| 7.            | "Replica"                                             | Afrojack                                  |         |  |
| 8.            | "Little Bad Girl" (Instrumental Club Mix)             | David Guetta                              |         |  |
| 9.            | "Detroit Bounce"                                      | Chuckie                                   |         |  |
| 10.           | "Duel"                                                | Third Party                               |         |  |
| 11.           | "The Moment" (Steve Angello Edit)                     | Tim Mason                                 |         |  |
| 12.           | "Bassline"                                            | David Guetta                              |         |  |
| 13.           | "Lise"                                                | Arno Cost                                 |         |  |
| 14.           | "Sinnerman"                                           | Sean Miller & Daniel Dubb                 |         |  |
| 15.           | "Doin' Ya Thang"                                      | Oliver                                    |         |  |